# Wronki (gemeente)
De gemeente Wronki is een stad- en landgemeente in het Poolse woiwodschap Groot-Polen, in powiat Szamotulski.
De zetel van de gemeente is in Wronki.
Op 30 juni 2004 telde de gemeente 18 791 inwoners.

## Oppervlakte gegevens
In 2002 bedroeg de totale oppervlakte van gemeente Wronki 302,07 km², waarvan:
- agrarisch gebied: 29%
- bossen: 63%

De gemeente beslaat 26,98% van de totale oppervlakte van de powiat.

## Demografie
Stand op 30 juni 2004:
| Omschrijving                   | Totaal | Totaal | Vrouwen | Vrouwen | Mannen | Mannen |
| ------------------------------ | ------ | ------ | ------- | ------- | ------ | ------ |
| eenheid                        | aantal | %      | aantal  | %       | aantal | %      |
| inwoners                       | 18 791 | 100    | 9554    | 50,8    | 9237   | 49,2   |
| bevolkingsdichtheid (inw./km²) | 62,2   | 62,2   | 31,6    | 31,6    | 30,6   | 30,6   |

In 2002 bedroeg het gemiddelde inkomen per inwoner 1430,98 zł.

## Administratieve plaatsen (sołectwo)
Biezdrowo, Chojno, Chojno-Błota, Chojno-Młyn, Ćmachowo, Głuchowo, Jasionna, Kłodzisko, Lubowo, Marianowo, Nowa Wieś, Obelżanki, Pakawie, Popowo, Rzecin, Samołęż, Stare Miasto, Stróżki, Wartosław, Wierzchocin, Wróblewo.

## Overige plaatsen
Aleksandrowo, Borek, Chojno-Błota Małe, Chojno-Leśniczówka, Dąbrowa, Dębogóra, Głuchowiec, Gogolice, Huby-Oporowo, Józefowo, Karolewo, Krasnobrzeg, Lubowo Drugie, Lutyniec, Łucjanowo, Maszewice, Mokrz, Nadolnik, Nowy Kraków, Olesin, Olin, Oporowo-Huby, Pierwoszewo, Piła, Pożarowo, Pustelnia, Samita, Smolnica, Szklarnia, Szostaki, Tomaszewo, Warszawa, Winnogóra, Zdroje.

## Aangrenzende gemeenten
Chrzypsko Wielkie, Drawsko, Lubasz, Obrzycko, Ostroróg, Pniewy, Sieraków, Wieleń